# اشبای (ماساچوست)
اشبای (به انگلیسی: Ashby) شهرکی در شهرستان میدلسکس ایالت ماساچوست می‌باشد که در سال ۱۷۶۷ بنیان‌گذاری شده‌است. این شهرک در سرشماری سال ۲۰۱۰ میلادی، ۳٬۰۷۴ نفر جمعیت داشته‌است.